# Jan Szembek
Jan Szembek (n. 11 iulie 1881, Poręba Żegoty⁠(d), Gmina Alwernia⁠(d), voievodatul Polonia Mică, Polonia – d. 9 august 1945, Estoril, Districtul Lisabona, Portugalia) a fost un diplomat polonez, unul dintre cei mai influenți în ultimii ani ai celei de-a Doua Republici Poloneze.
Szembek s-a născut într-o familie șleahtă pe 11 iulie 1881 în satul Poręba, lângă Alwernia. A absolvit Universitatea din Viena, iar apoi a primit postul de funcționar guvernamental austriac în Bosnia (1905-1908). În anul 1908 s-a stabilit la Cracovia. După ce Polonia și-a recâștigat independența în anul 1919, Szembek a primit postul de însărcinat cu afaceri. Mai târziu, a devenit ambasador polonez la Budapesta (1921-1924), Bruxelles (1925) și București (1927), unde a rămas până în anul 1932. După întoarcerea în Polonia, a preluat funcția de secretar adjunct în cadrul Ministerului Afacerilor Externe în Varșovia.
La 17 septembrie 1939, Jan Szembek a părăsit Polonia, împreună cu alți membrii ai guvernului. Casă lui, situată în satul Mloszowa (lângă Trzebinia) a fost jefuită de soldații germani, care au ars și biblioteca personală a acestuia. A murit în data de 9 iulie 1945 în Estoril, Portugalia.
Szembek scris două cărți:
- Diariusz i teki Jana Szembeka 1934–1939, vol. 1-4, Londra 1964–1972
- Jan Szembek Diariusz. Wrzesien-Grudzien, 1939